# Геноцид цыган
Геноци́д цыга́н — уничтожение людей цыганской национальности, организованное и осуществлённое нацистами в 1935—1945 годах на территориях Румынии, Германии, их стран — союзников и оккупированных во время Второй мировой войны (1939—1945) стран. Оно являлось частью общей политики национал-социалистов по уничтожению политических оппонентов, гомосексуальных мужчин, неизлечимо больных, душевнобольных, наркоманов, евреев и других групп людей. Согласно различным исследованиям, количество жертв геноцида цыган оценивается в диапазоне 200 000 — 1 500 000 человек. Количество пострадавших — ещё больше.
24 октября 2012 года в Берлине открыт мемориал цыганам, ставшим жертвами геноцида в нацистской Германии.

## Терминология
У геноцида цыган нет единого общепринятого терминологического обозначения. «Параи́мос» (или Пора́ймос) — термин, предложенный цыганским активистом Яном Хэнкоком (Ian Hancock). Поскольку одно из значений слова — «надругательство, изнасилование», в котором оно употребляется очень часто, то среди цыганских активистов и цыганологов идёт спор об этичности использования данного термина. Также используется термин «Самударипен» (Samudaripen).

## Начало преследований цыган
Цыгане воспринимались с точки зрения нацистской расовой теории как угроза расовой чистоте немцев. Так как официальная пропаганда провозглашала немцев представителями чистой «арийской расы», происходящей из Индии, известная сложность для теоретиков нацизма состояла в том, что цыгане являются куда более непосредственными выходцами из Индии; они близки её нынешнему населению с объективной расовой точки зрения и говорят на языке индоарийской группы — следовательно, цыгане, по крайней мере, никак не меньшие «арийцы», чем сами немцы. Выход был найден в утверждении, согласно которому цыгане, живущие в Европе, представляют собой плод смешения «арийского племени» с самыми низшими расами всего мира — это якобы объясняет их «бродяжничество» и доказывает их асоциальность. Цыгане, даже оседлые, признавались потенциально асоциальными в силу своей национальности. Специальная комиссия рекомендовала отделение «цыганства» (нем. Zigeunertum) от немецкого народа.
Законодательной базой для начала преследований цыган стал принятый в Баварии 16 июля 1926 года «Закон о борьбе с цыганами, бродягами и тунеядцами». По его образцу были ужесточены законы и в других регионах.
Следующим этапом стал период с 1935 по 1938 гг., когда полиция и ведомства социального обеспечения во многих городах стали помещать цыган в лагеря принудительного содержания, зачастую обнесённые колючей проволокой, и подчинять их там строгому лагерному распорядку. Так, 16 июля 1936 года, в связи с Олимпийскими играми, проводившимися в тот год в Берлине, цыгане были изгнаны за черту города и отправлены на участок, впоследствии получивший название «площадки для привала Марцан».
С марта 1936 года на цыган были распространены положения так называемых «нюрнбергских расовых законов» о гражданстве и расе, которые прежде распространялись только на евреев: им также было воспрещено вступать в браки с немцами и участвовать в выборах, было снято гражданство нацистской Германии.
Имперский министр внутренних дел Фрик уполномочил начальника берлинской полиции провести «всеобщий день облавы на цыган». На клине земли между марцанским кладбищем, линией городской железной дороги и полями уже в мае 1936 Имперская служба труда подготовила место для устройства «площадки для привала Марцан».
Через лагерь Марцан прошли как минимум 1500 цыган. Это был накопитель, первая станция на пути к уничтожению. Подавляющее большинство находившихся в нём людей было депортировано в мае 1943 года в лагерь уничтожения Освенцим.
16 мая 1938 года по приказу рейхсфюрера СС Гиммлера в берлинское управление уголовного розыска было включено управление по борьбе с «цыганской угрозой», образованное из Службы информации по цыганам. Тем самым завершилась первая фаза уничтожения цыган: создание псевдонаучного инструментария, селекция и концентрация в лагерях, а также создание централизованного и отлаженного аппарата для координации дальнейших преступных проектов в масштабах всего государства на всех административных уровнях. Насколько известно, первым законом, прямо и непосредственно направленным против цыган, был циркуляр Гиммлера от 8 декабря 1938 года «О борьбе с цыганской угрозой». В нём говорилось об «урегулировании цыганского вопроса исходя из расовых принципов».
Уничтожение началось со стерилизации цыган (вторая половина 1930-х годов). Нацисты выработали несложный способ стерилизации женщин — укол в матку грязной иглой. Медицинская помощь после этого не оказывалась, несмотря на возможные тяжёлые осложнения. Это приводило обычно к мучительному воспалительному процессу, чреватому заражением крови и смертью. Такому методу стерилизации подвергались не только взрослые женщины, но и девочки.
27 апреля 1940 года по приказу Гиммлера начались первые депортации синти и рома на территорию Польши — в трудовые и концентрационные лагеря, а также в еврейские гетто. Затем последовал приказ о принудительном переводе на оседлое положение польских цыган: их размещали в еврейских гетто, а имущество конфисковывали. В городе Лодзь находилось самое большое на завоеванных Германией территориях цыганское гетто, послужившее образцом для остальных. Оно было полностью изолировано от еврейского гетто. Первые партии цыган поступили сюда осенью 1941 года, их транспортировкой руководил лично Адольф Эйхман. Всего в Лодзь прибыло 4996 цыган (в том числе 2689 детей), депортированных из лагерей на территории Австрии. Многие были уже крайне истощены, страдали от жестокого обращения и болезней. Цыганское гетто в Лодзи просуществовало почти два месяца. С 1943 года цыган Лодзи начали уничтожать в лагере смерти Хелмно. Из Варшавского гетто цыган вместе с евреями отправляли в лагерь смерти Треблинка.

## Расстрелы на оккупированных территориях СССР
С осени 1941 года на оккупированных территориях СССР наряду с массовыми убийствами евреев начались массовые убийства цыган. Айнзацгруппы уничтожали встреченные на их пути таборы. В декабре 1941 года Айнзацгруппой «D» (которой командовал О. Олендорф) были проведены массовые казни цыган в Крыму, причём уничтожались не только кочевые цыгане, но также и оседлые семьи. Начиная с весны 1942 года, эта практика была перенесена на всю оккупированную территорию СССР (за исключением румынской зоны оккупации).
Наиболее массовые истребления цыганского населения зафиксированы на Западной Украине (см. также Бабий яр), Смоленской, Ленинградской и Псковской областях.
Зарубежные исследователи считают, что на оккупированной территории СССР было убито не менее тридцати тысяч цыган.

## Уничтожение немецких цыган
С декабря 1942 года Адольф Эйхман, по приказу с Генриха Гиммлера и по согласованию с Артуром Небе и Отто Тираком приравнял так называемых «цыганских полукровок» (Zigeunermischlinge) и енишей к «чистокровным/полным цыганам» (Voll Zigeuner). В том же декабре 1942 года и до ранней весны 1943 года происходили аресты и депортации в Освенцим, Дахау и Бухенвальд всех оставшихся на свободе немецких цыган, так называемых «цыганских полукровок» и енишей. Были арестованы даже те, кто служил в немецкой армии и имевшие боевые награды. Бо́льшая часть из депортированных погибла.
В Освенциме оставляли в живых в основном немецких цыган-синти, которых нацисты считали более цивилизованными. Польские же, российские, литовские, сербские, венгерские цыгане в основном уничтожались в газовых камерах сразу по прибытии в лагерь. Но и немецкие цыгане массово умирали от голода и болезней, нетрудоспособных также отправляли в газовые камеры.
Когда советская армия в 1944 году подошла к Освенциму достаточно близко, то детей и неработоспособных узников «цыганского сектора» отправили в газовые камеры, а оставшихся вывезли в другие лагеря, подальше от линии фронта.

## Геноцид цыган в Хорватии
Уничтожение цыган велось также в «Независимом государстве Хорватия», активно сотрудничавшем с гитлеровской Германией. Система лагерей смерти Ясеновац находилась в 60 километрах от Загреба и была создана распоряжением министра внутренних дел режима усташей А. Артуковича в августе 1941 года для уничтожения сербов, евреев и цыган.

## Медицинские опыты, проводившиеся над цыганами в концлагерях
Нацисты испытывали интерес к цыганам из-за того, что это был народ, относящийся к индоариям. Среди цыган редко, но встречались люди с голубыми глазами, в Дахау у таких цыган могли удалить глаза для изучения непонятного феномена. В лагере смерти Дахау по указанию Гиммлера был поставлен опыт над 40 цыганами по обезвоживанию организма. Ставились и другие опыты, приведшие к инвалидности или смерти подопытных.

## Геноцид по странам (некоторые факты)
Изначально на территории стран Балтии немцы делали различие между оседлыми и кочевыми цыганами. Кочевые цыгане подлежали ликвидации как асоциальные элементы. Оседлые цыгане имеющие постоянную занятость, рассматривались как подозрительные элементы и должны были находиться под надзором полиции. Однако в 1943 году оседлые цыгане также стали подлежать аресту и заключению в концлагеря.
Точное число цыган на территории Эстонии к началу оккупации неизвестно; в 1934 году их было 766 человек. На июнь 1941 года их число оценивается от 800 до 1000. Достоверно установлено, что 243 эстонских цыгана были убиты в конце октября 1942 года. Кроме них, в Эстонии убивали также депортированных цыган из Чехословакии. Общее число убитых в период Холокоста в Эстонии цыган оценивается от 400 до 1000 человек. Часть эстонских цыган пережили войну. Памятник погибшим цыганам установлен в Калеви-Лийва в 2007 году.
- В Хорватии было уничтожено около 90 % цыган.
- В Польше было уничтожено около 70 % цыган[18].
- В СССР, на оккупированных территориях, было уничтожено до 50 % цыган (по Бессонову).

## Знаменитые цыгане, умершие или пострадавшие от геноцида
- Иоганн Тролльманн
- Джанго Рейнхардт
- Матео Максимов
- Папуша

## Организаторы геноцида
- Роберт Риттер
- Эрнст Рюдин
- Эва Юстин

## Отражение в фольклоре и творчестве цыган
Пережитый геноцид нашёл своё отображение в сказках, песнях, стихах и литературных произведениях цыган разных стран. Например:
- В фильме цыганского режиссёра Тони Гатлифа «Добрый путь» (1993 г. Франция) в одной из сцен пожилая цыганка поёт песню, посвящённую умершему в концлагере цыгану. Другой его фильм, «Сам по себе» (2009 г. Франция), полностью посвящён геноциду цыган.
- Геноциду цыган на оккупированных территориях СССР посвящён фильм российского актёра и режиссёра Дуфуни Вишневского «Грешные апостолы любви» 1995 г. (Россия).

В театре «Ромэн» в спектакле «Мы — цыгане» тема геноцида отражена в массовой драматической сцене, а также исполнением песни И. Йошки «Эшелоны цыган», получившая в СССР наибольшую известность. В мае 2012 года в театре состоялась премьера ещё одного спектакля, посвященного геноциду цыган во время Второй мировой войны — «Цыганский рай» (пьеса В. Старчевского по роману известного румынского писателя Захария Станку «Табор»). Сюжет основан на реальных событиях.
В мировом кинематографе тема геноцида цыган нашла также отражение в фильме «И скрипки умолкли» (I skrzypce przestały grać) 1988 г., режиссёра Александра Рамати, Польша.